# Đền Đươi
Đền Đươi tạo lạc tại thôn Cẩm Cầu, xã Thống Nhất, huyện Gia Lộc, tỉnh Hải Dương, thờ Nguyên phi Thái hậu Ỷ Lan, là một ngôi đền cổ được xây dựng từ thời nhà Lý vào thế kỷ thứ XI, được mệnh danh là một trong những “danh lam Cổ Tự” trên đất Hải Dương. Đây là khu di tích lịch sử văn hoá cấp quốc gia (xếp hạng năm 1991), là công trình văn hoá nghệ thuật mang đậm kiến trúc Á Đông. Trải qua gần một nghìn năm tồn tại, qua những thăng trầm của thời cuộc, ảnh hưởng của thiên nhiên cũng như những biến động của thời gian và chiến tranh tàn phá, Đền Đươi vẫn bảo tồn khá nguyên vẹn những giá trị lịch sử, giá trị văn hóa, khắc hoạ và phản ánh sinh động chiều sâu văn hóa của quê hương Thống Nhất.